# Retrait (statistique)
Ne pas confondre avec Retrait (baseball)

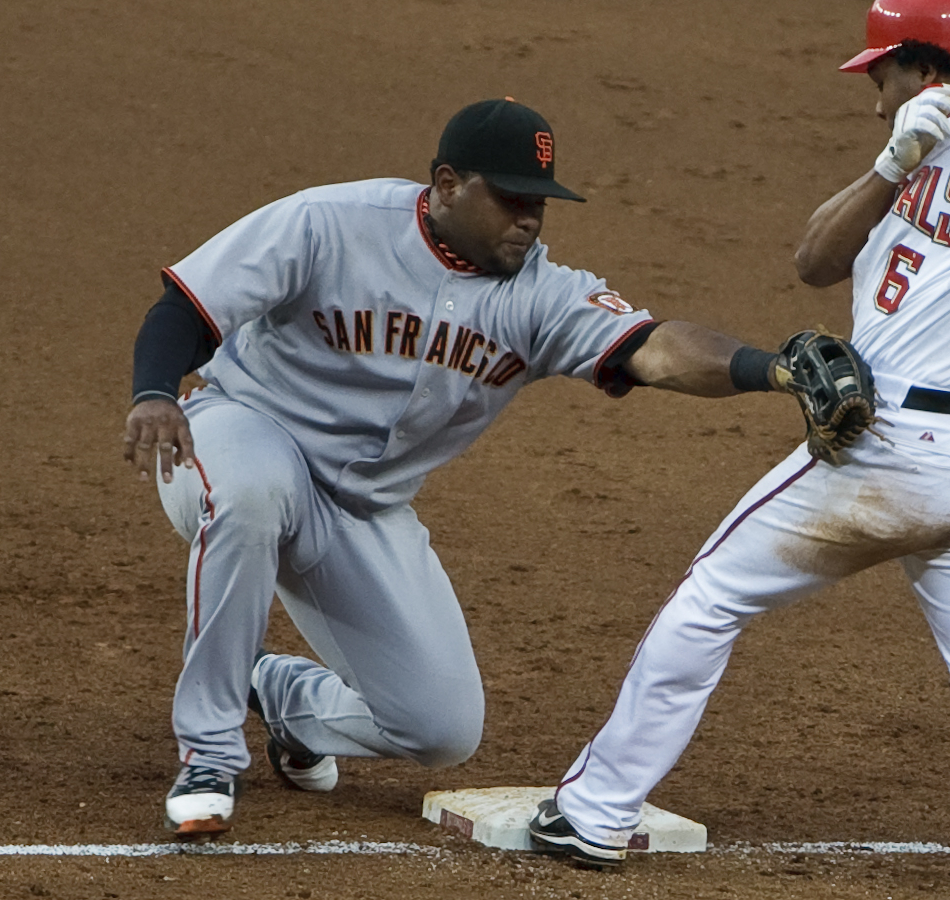
Le joueur en défensive Pablo Sandoval (en uniforme gris) sera crédité d'un retrait s'il applique la balle avant que le coureur ne mette le pied sur le but.

Au baseball, retrait (anglais : putout) est un mot désignant une statistique défensive. Il s'agit de l'action, pour un joueur en défense, de compléter un retrait.

## Description
Voici les situations les plus courantes où un joueur en défensive est crédité d'un retrait :
- Toucher le coureur avec la balle (ou le gant contenant la balle) alors qu'il ne touche pas au coussin d'un but.
- Attraper une balle frappé par un frappeur ou lancée par un coéquipier en défensive et toucher un but pour enregistrer le retrait.
- Attraper une balle qui n'a pas touchée le sol après que le frappeur ait fait contact (attrapé de volée).
- Récupérer une troisième prise échappée ou non-attrapée et ensuite, soit toucher le frappeur pour le retirer, soit relayer la balle au premier but avant que celui-ci n'y arrive.

En outre, le joueur sera crédité d'un retrait en ces occasions moins fréquentes :
- Être le joueur placé le plus près d'un coureur retiré pour interférence.
- Attraper une balle et toucher à un coussin lors d'un jeu d'appel.

Les retraits sont intimement liés à une autre statistique défensive, l'assistance. Par exemple, lorsqu'un frappeur cogne la balle en direction du joueur de troisième but et que celui-ci, après avoir attrapé la balle, la relaie au joueur de premier but pour effectuer le retrait, le joueur de troisième but est crédité d'une assistance et le joueur de premier but d'un retrait. Cette action correspond au deuxième exemple mentionné plus haut. 
Les assistances et les retraits sont des statistiques nécessaires pour calculer la moyenne défensive d'un joueur de baseball.